# Lipnik (distrikt i Bulgarien)
Lipnik (bulgariska: Липник) är ett distrikt i Bulgarien.   Det ligger i kommunen Obsjtina Razgrad och regionen Razgrad, i den nordöstra delen av landet, 280 km öster om huvudstaden Sofia.